# Inthaeron rossi
Espèce
Inthaeron rossi est une espèce d'araignées aranéomorphes de la famille des Cithaeronidae.

## Distribution
Cette espèce est endémique d'Inde. Elle se rencontre au Maharashtra, au Madhya Pradesh et en Odisha.

## Description
La femelle holotype mesure 6,60 mm.
Le mâle décrit par Platnick et Gajbe en 1994 mesure 5,93 mm.
Le mâle décrit par Choudhury, Malik, Hippargi, Siliwal et Das en 2020 mesure 4,50 mm.

## Systématique et taxinomie
Cette espèce a été décrite par Platnick en 1991.

## Étymologie
Cette espèce est nommée en l'honneur d'Edward Shearman Ross.

## Publication originale
- Platnick, 1991 : « A revision of the ground spider family Cithaeronidae (Araneae, Gnaphosoidea). » American Museum Novitates, no 3018, p. 1-13 (texte intégral).